# Zavana acroleuca
Zavana acroleuca är en fjärilsart som beskrevs av Erich Martin Hering 1926. Zavana acroleuca ingår i släktet Zavana och familjen tofsspinnare. Inga underarter finns listade i Catalogue of Life.